# The Third
The Third (яп. ザ・サー Дза Са:до, русс. «Третья») — ранобэ и манга Рё Хосино, иллюстрированная Нао Гото. Аниме на её основе вышло под названием The Third - Aoi Hitomi no Shōjo (яп. ザ・サード～蒼い瞳の 少女～ Дза Са:до ~ Аой Хитоми но Сё:дзё, англ. «The Third — The Girl with the Blue Eye», русс. «Третья: Девочка с голубыми глазами») летом 2007 года.

## Сюжет
Действие происходит спустя много лет после разрушительной войны, в которой погибло более 80 % населения Земли. За жизнью на Земле наблюдает группа существ, именуемых «Третьи». Они живут в городе под названием Гиперион. Такое название было дано Третьим потому, что у каждого из них во лбу есть третий глаз (Тэнтюган), который используется в качестве порта для приёма данных и других способов коммуникации. Эти существа обязаны защищать людей от вреда. Один из многих способов защиты — контролировать количество технологий, доступных людям, с помощью Технозапрета. Люди, замеченные в использовании запрещённых технологий, будут убиты с помощью лучшего оружия Третьих — робота с искусственным интеллектом под названием Лазурный Разрушитель.
Сюжет построен на приключениях Хоноки, 17-летней девушки. Она — человек, но родилась с третьим голубым глазом во лбу. Третьи, обнаружив, что она не может общаться с остальными Третьими с помощью этого глаза, назвали это мутацией и вернули девочку к родителям. Однако с помощью третьего глаза Танцующая Третья может видеть энергию ци, и таким образом обнаруживать прячущихся врагов и ощущать чувства других живых существ, обучилась у отчима управлять ци до уровня разрушения города. Хонока — мастер на все руки, путешествующая по пустыне. Ей помогает пустынный танк, управляемый Боги — искусственным интеллектом, полученый в наследство от отчима, которого она поминает как дедушку. Танцующая зарабатывает на жизнь разовыми подработками, которую выполняет при помощи танка, например, зачисткой местности от гигантских пауков и муравьёв или сопровождение и перевозкой клиентов. Однажды ночью, когда Хонока ехала по пустыне, она столкнулась с существом Икс, прибывшем на Землю с целью, которая становится известной только в самом конце. Третьи беспокоятся из-за его прибытия и опасаются, что он может нанести вред людям. Для того, чтобы узнать и понять мир лучше, Икс заключает с Третьей контракт, по которому он сопровождает её в большинстве поездок. В пути или по ночам Хонока цитирует стихотворения Даны Майфри (точное произношение этого имени неизвестно).
В приключения Хоноки вовлечено множество персонажей, помогающих лучше понять её характер. Она становится человеком, чьи личные качества могут повлиять на выживание планеты.

## Персонажи
- Хонока (яп. 火乃香)

Сэйю: Мэгуми Тоёгути
Главная героиня сериала, добрая, неунывающая, смелая и решительная, но ранимая. С раннего детства путешествуя по пустыне вместе с Боги, она беспокоится о нём так же сильно, как и он о ней.
Хонока всегда носит с собой катану и два пистолета, которые она использует в сражениях. Она — мастер на все руки, берущаяся за любую работу, кроме убийства. Также известна как Танцующая с Мечом (яп. ソード・ダンサー со:до данса:) — её сражение с катаной похоже на завораживающий танец. Она любит различное оружие и тратит на него практически все деньги, полученные за работу. У неё есть третий глаз, похожий на глаз Третьих, однако он не красный, а голубой. У неё нет способностей, присущих всем Третьим, однако с помощью своего глаза Хонока может обнаруживать живые существа и ощущать различные предметы, окружающие её. Она обладает невероятной силой: в финале аниме она смогла победить огромную армию одним взмахом своего меча.
Обычно поведение Хоноки чем-то похоже на парня, но рядом с Иксом она ведет себя как девушка, и смущается разных вещей.
В аниме ей 17 лет, а в манге 15 (так как действие в манге происходит до событий, описанных в аниме).
- Икс (яп. イクス Икусу)

Сэйю: Дайсукэ Намикава
Это таинственный герой, встреченный Хонокой в начале сериала. Он выглядит молодо, настоящий его возраст неизвестен. Икс — спокойный, добрый, искренний человек, кажущийся безопасным. Однако Третьи за ним пристально наблюдают, так как его цели никому не понятны. Он имеет дар целительства. В финале выясняется, что он — Судья, пришелец, пришедший, чтобы вынести решение о судьбе Земли. Также становится известно, что он любит Хоноку.
- Боги (яп. ボギー Боги:)

Сэйю: Унсё Исидзука
Партнёр Хоноки — искусственный интеллект, исполняющий роль опекуна, советчика и помощника. Он помещён в металлический контейнер с зелёным экраном. Кажется в некоторой степени разумным и регулярно обследуется в больнице в Эмпориуме. Он прямо говорит Хоноке о её недостатках, например, о том, что она тратит все свои деньги на оружие, вечно раздражая её, однако всегда помогает ей и защищает её, предупреждает об опасности. Он — умелый воин, способный сбить противотанковый вертолёт.
- Дзанкан (яп. ザンカン)

Сэйю: Масахико Танака
Был одним из лучших механиков, регулярно чинившим пустынный танк Хоноки. Путешествовал в танке по пустыне со своей дочерью, Милли. Был убит Лазурным Разрушителем в начале аниме из-за неоднократного нарушения Технозапрета.
- Дзёганки (яп. 浄眼機 Дзё:ганки)

Сэйю: Такэхито Коясу
Один из самых высокопоставленных членов Совета Третьих, спокойный и самоуверенный. Интересуется Хонокой и время от времени встречается с ней, однако она не хочет иметь с ним ничего общего. Тем не менее он регулярно следит за ней и не прекращает своих попыток.
- Милли (яп. ミリィ Мири:)

Сэйю: Юки Саката
Дочь Дзанкана, путешествующая вместе с ним. Как и все маленькие девочки, она весела и добра, любит играть и веселиться. Ей достаточно тяжело выносить жизнь в пустыне, и иногда она ревнует отца к технике. Милли любит Хоноку, как сестру, называя её «Хоно-тян». После смерти Дзанкана они ещё больше сблизились, некоторое время путешествуя вместе, после чего Милли поселилась у тёти в Эмпориуме.
- Той Дзёи (яп. トイジョーイ Той Дзё:и)

Сэйю: Юдзи Уэда
Юноша, встреченный Хонокой в первой серии, механик, специализирующийся на пустынном транспорте. Он мечтает пойти по следам Занкана. Для этого он посещает техническую школу, в свободное время работая на Хоноку. Очевидно, что он испытывает некоторые чувства к Хоноке и начинает ревновать, когда она говорит с Иксом. Ближе к концу аниме, пытаясь найти способ, чтобы починить Боги, он нарушает Технозапрет, что приводит к тому, что он больше не сможет стать механиком.
- Пайфу (яп. パイフウ Пайфу:)

Сэйю: Санаэ Кобаяси
Медсестра из школы Милли, интересующаяся Хонокой в сексуальном плане. Во время путешествия вместе с Хонокой становится известно, что она может ощущать Ки. Она выказывает открытую ненависть к мужчинам и всегда носит с собой пистолет. Несмотря на это, в финале сериала она помогает Иксу разобраться в чувствах к Хоноке, позже сказав по этому поводу: «Словно жена помогает своему мужу в поисках любовницы». Хонока всегда обращается к ней «Сэнсэй» («учитель» в переводе с японского), хотя никогда не посещала школу.
- Лэон (яп. レオン)

Сэйю: Наоя Утида
Киборг, принимавший участие в Великой Войне. Он присоединился к Стае Монстров, чтобы стать сильнее. Его тело сделано из неизвестного жидкого металла, он может стрелять лазерными лучами из пальца.

## Музыка

### Открывающие темы
Юко Сасаки — Sajou no Yume (яп. 砂上の夢 Садзё но Юмэ)

### Закрывающие темы
Chou Hikou Shounen — ING (яп. アイエヌジー) (серии 1-12)
Chou Hikou Shounen — Late Show (яп. レイトショー) (серии 13-24)

### Другие темы
Юко Сасаки — Private Wars (серия 22)

## Список серий
| 01 | Танцующая с Мечом «Со:до Данса:» (ソード・ダンサー)                             | 13 апреля, 2006   |
| Путешествуя по пустыне, Хонока сталкивается с молодым человеком, на которого напали гигантские пустынные муравьи. С помощью искусственного интеллекта, Боги, она спасает его и узнаёт, что его зовут Икс. |                                                                                 |                   |
| 02 | Беспокойная Ночь «Аватадаси: Ития» (慌しい一夜)                                 | 20 апреля, 2006   |
| Хонока отправляется к Дзанкану, своему другу-механику, чтобы обследовать танк. В этой серии появляется Дзёганки — Третий, имеющий странную связь с Хонокой.                                               |                                                                                 |                   |
| 03 | Город в Пустыне «Сабаку но Мати» (砂漠の街)                                     | 27 апреля, 2006   |
| Хонока выполняет простую работу в городе, чтобы заработать немного денег. |                                                                                 |                   |
| 04 | Лазурный Разрушитель «Буру: Бурэйка:» (蒼い殺戮者)                              | 11 мая, 2006      |
| Хонока получает костюм PSP от Дзанкана, однако сразу же после её ухода Дзанкана убивает Лазурный Разрушитель.                                                                                             |                                                                                 |                   |
| 05 | Голубой Тэнтюган «Аой Тэнтю:ган» (蒼い天宙眼)                                   | 18 мая, 2006      |
| Хонока и Милли стараются смириться со смертью Дзанкана. |                                                                                 |                   |
| 06 | Обдувающие Землю Ветры «Дайти ни Фуку Кадзэ» (大地に吹く風)                     | 25 мая, 2006      |
| Хонока сражается с Лазурным Разрушителем, убившим Дзанкана. |                                                                                 |                   |
| 07 | До Рассвета «Ёакэ Мадэ» (夜明けまで)                                            | 15 июня, 2006     |
| Хонока старается защитить королеву муравьёв от врагов, пока она недостаточно сильна, чтобы улететь. |                                                                                 |                   |
| 08 | После полудня в Эмпориуме «Эмпориуми но Гого» (エンポリウムの午後)              | 22 июня, 2006     |
| Стая пустынных драконов в пустыне пришла в бешенство по неизвестным причинам. Учительница из школы Эмпориума обладает странной силой. Третьи исследуют область искривлённого пространства.                |                                                                                 |                   |
| 09 | Пайфу «Пайфу:» (パイフウ)                                                       | 29 июня, 2006     |
| Очередная работа Хоноки — найти причины бешенства пустынных драконов. Она отправляется в пустыню вместе с Пайфу. Ночью они сражаются с убийцами, целью которых является Пайфу.                            |                                                                                 |                   |
| 10 | Грейв Стоун «Сабаку но Бохи:» (砂漠の墓碑)                                      | 6 июля, 2006      |
| Экспедиция достигает области искривлённого пространства под названием «Грейв Стоун». |                                                                                 |                   |
| 11 | Сражение с Иллюзией «Гэн’эйто но Татакай» (幻影との戦い)                        | 13 июля, 2006     |
| Область искривлённого пространства захватывает участников экспедиции, и они должны преодолеть ловушки внутри неё. Хонока и Икс исчезают.                                                                  |                                                                                 |                   |
| 12 | У каждого своя причина «Сорэдзорэ но Рию:» (それぞれの理由)                     | 20 июля, 2006     |
| Грейв Стоун старается убить каждого из участников экспедиции по отдельности. |                                                                                 |                   |
| 13 | Легенды Пустыни «Сабаку но Фо:куроа» (砂漠の伝説)                               | 27 июля, 2006     |
| Хонока решает сделать перерыв в работе и отправляется в пустыню вместе с Милли и Иксом. |                                                                                 |                   |
| 14 | Наваждение Феи «Ё:сэй Гэнти» (妖精幻視)                                         | 3 августа, 2006   |
| Милли, атакованную монстром пустыни, спасают фея и волк. |                                                                                 |                   |
| 15 | Ночь Песчаной Бури «Суна:раси но Ёру» (砂嵐の夜)                                | 10 августа, 2006  |
| Группа людей начинает поиски феи и волка. Хонока выступает против группы, возглавляемой Лэоном, что чуть не приводит к её смерти.                                                                         |                                                                                 |                   |
| 16 | Танец Жизни «Рамбусуру Сэймэй» (乱舞する生命)                                   | 17 августа, 2006  |
| Хонока исцелена волком Камуи. Продолжая своё путешествие, они вновь встречаются с Лэоном. |                                                                                 |                   |
| 17 | Рона Фауна «Ро:на Фауна» (ローナ・ファウナ)                                     | 24 августа, 2006  |
| Рона Фауна, Третья, захватила контроль над Генератором Нелинейных Искривлений и удерживает Дзёганки в заложниках. Хоноку попросили спасти его.                                                            |                                                                                 |                   |
| 18 | Приведённый в Действие «Хацудо:» (発動)                                         | 31 августа, 2006  |
| Два неожиданных участника присоединяются к команде Хоноки. |                                                                                 |                   |
| 19 | Форсированный Прорыв «Кё:ко:топпа» (強行突破)                                   | 7 сентября, 2006  |
| Хонока, отделённая от Боги и Пайфу, вынуждена вступить в битву вместе с Лазурным Разрушителем. |                                                                                 |                   |
| 20 | Между Жизнью и Смертью «Сисэн во Коэтэ» (死線を越えて)                          | 28 сентября, 2006 |
| Пайфу и Боги побеждают своих врагов. Рона Фауна, использовавшая слишком много своих сил, становится слишком слаба, чтобы их контролировать.                                                               |                                                                                 |                   |
| 21 | Недостижимые Чувства «Тодокану Омой» (届かぬ思い)                               | 5 октября, 2006   |
| Рона рассказывает о своей любви к Дзёганки и о своей ревности к Хоноке. |                                                                                 |                   |
| 22 | Мираж Потерянной Души «Каэрадзару Тамаси: но Синкироу» (還らざる魂の蜃気楼)     | 12 октября, 2006  |
| Рона откровенно говорит с Хонокой. Генератор Нелинейных Искривлений активирован на уничтожение всей планеты.                                                                                              |                                                                                 |                   |
| 23 | В Долине Стали «Хаганэ но Тани э» (鋼の谷へ)                                    | 19 октября, 2006  |
| Икс и Хонока по разным причинам направляются в Долину Стали, чтобы встретиться с Третьими. |                                                                                 |                   |
| 24 | История Только Начинается «Корэ Кара Хадзимару Моногатари» (これから始まる物語) | 26 октября, 2006  |
| Дзёганки, Икс и Хонока спускаются в расщелину в Долине Стали, чтобы встретиться с Наблюдателем этой планеты.                                                                                              |                                                                                 |                   |